# Welterbe in der Zentralafrikanischen Republik

Zum Welterbe in der Zentralafrikanischen Republik gehören (Stand 2018) zwei UNESCO-Welterbestätten, beide Stätten des Weltnaturerbes. Die Zentralafrikanische Republik hat die Welterbekonvention 1980 ratifiziert, als erste Welterbestätte wurde 1988 der Nationalpark Manovo-Gounda Saint Floris in die Welterbeliste eingetragen. Als zweite und bislang letzte Welterbestätte in der Zentralafrikanischen Republik wurde 2012 der Nationalpark Dzanga-Ndoki als Teil des grenzübergreifenden Sangha Trinational in die Welterbeliste aufgenommen, der Nationalpark Manovo-Gounda Saint Floris steht seit 1997 auf der Roten Liste des gefährdeten Welterbes.

## Welterbestätten
Diese Tabelle listet die UNESCO-Welterbestätten in der Zentralafrikanischen Republik in chronologischer Reihenfolge nach dem Jahr ihrer Aufnahme in die Welterbeliste (K – Kulturerbe, N – Naturerbe, K/N – gemischt, (G) – auf der Liste des gefährdeten Welterbes).
| Bild             | Bezeichnung                                    | Jahr | Typ   | Ref. | Beschreibung |
| ---------------- | ---------------------------------------------- | ---- | ----- | ---- | --- |
| (weitere Bilder) | Nationalpark Manovo-Gounda Saint Floris (Lage) | 1988 | N (G) | 475  | seit 1997 auf der Roten Liste des gefährdeten Welterbes |
| (weitere Bilder) | Sangha Trinational                             | 2012 | N     | 1380 | grenzüberschreitendes Welterbe mit Kamerun und Republik Kongo, umfasst in der Zentralafrikanischen Republik die zwei getrennten Gebiete des Dzanga-Ndoki-Nationalparks (Lage Dzanga, Lage Ndoki). |

## Tentativliste
In der Tentativliste sind die Stätten eingetragen, die für eine Nominierung zur Aufnahme in die Welterbeliste vorgesehen sind. Mit Stand 2021 sind neun Stätten in der Tentativliste der Zentralafrikanischen Republik eingetragen, die letzte Eintragung erfolgte 2006.
Die folgende Tabelle listet die Stätten in chronologischer Reihenfolge nach dem Jahr ihrer Aufnahme in die Tentativliste.
| Bild                                                                         | Bezeichnung                                                                                         | Jahr | Typ | Ref. | Beschreibung |
| ---------------------------------------------------------------------------- | --------------------------------------------------------------------------------------------------- | ---- | --- | ---- | --- |
| Megalithen von Bouar                                                         | Megalithen von Bouar (Lage)                                                                         | 2006 | K   | 4003 | |
| BW                                                                           | Befestigter Palast Tata von Sultan Sénoussi, Höhlen von Kaga-Kpoungouvou und die Stadt Ndélé (Lage) | 2006 | K   | 4004 | Serielle Stätte mit drei Bestandteilen: - Tata, der befestigte Palast von Sultan Sénoussi - die Höhlen von Kaga-Kpoungouvou - die Stadt Ndélé                  |
| BW                                                                           | Paläometallurgische Stätten von Bangui (Lage)                                                       | 2006 | K   | 4005 | |
|                                                                              | Felszeichnungen von Lengo                                                                           | 2006 | K   | 4006 | |
|                                                                              | Bahnruinen von Zinga                                                                                | 2006 | K   | 4007 | |
| BW                                                                           | Integrales Reservat von Mbaéré-Bondingué (Lage)                                                     | 2006 | N   | 4009 | |
| BW                                                                           | Wasserfälle des Mbi (Lage)                                                                          | 2006 | N   | 4010 | |
| Der Hügel und die Ebene, der Fluss Ubangi und die Kolonialbauten von Bangui  | Der Hügel und die Ebene, der Fluss Ubangi und die Kolonialbauten von Bangui (Lage)                  | 2006 | K   | 4011 | Die Welterbestätte umfasst den Hügel, die Ebene, den Ubangi und die Kolonialbauten auf dem Gebiet von Bangui, der Hauptstadt der Zentralafrikanischen Republik |
| Wald und Referenzwohnlager der Aka-Pygmäen der Zentralafrikanischen Republik | Wald und Referenzwohnlager der Aka-Pygmäen der Zentralafrikanischen Republik (Lage)                 | 2006 | K/N | 4012 | umfasst ein Gebiet im Wald von Mongoumba in der Präfektur Lobaye mit Lagern der Aka-Pygmäen, der ältesten Bevölkerungsgruppe der Zentralafrikanischen Republik |